# Chaumont (Borgogna-Franca Contea)
Chaumont è un comune francese di 621 abitanti situato nel dipartimento della Yonne nella regione della Borgogna-Franca Contea.

## Società

### Evoluzione demografica
Abitanti censiti